# 鋼管杭
鋼管杭（こうかんくい）とは、地中に打ち込む鋼製の杭のことである。

## 概要
鉛直・水平方向に大きな耐力を持つため、ビルなどの建築物の基礎や地すべり土塊の移動の抑制に用いられる。資材搬入や打ち込みの都合から、2m程度の短い管を溶接しながら地中に打ち込むことが多い。施工後は、鋼管の中にコンクリートを注入する。打ち込みの方法としてはBH工法、打撃工法、中堀工法、回転工法などがある。

## 歴史
鋼管杭が発達していない頃には、杭基礎としてマツの丸太などが打ち込まれていた。
1938年（昭和13年）に建設が開始された新丸ノ内ビルヂングの例では約10000本のマツ丸太の使用が計画されていた。
一方、鋼管杭は水平抵抗力が大きい、貫入性能が優れている、溶接接合により長尺杭の施工が可能、杭長さの調節も可能といった特徴があり、日本工業規格などで規格化（例：JIS A 5525（鋼管ぐい））されると従来の木杭などを一掃して普及した。